# MTV Movie Awards 2005
Die MTV Movie Awards 2005 fanden am 4. Juni 2005 in Los Angeles, Kalifornien, statt. Moderator der Preisverleihung war Jimmy Fallon, musikalische Auftritte gab es von der Sängerin Mariah Carey, der Gruppe Foo Fighters, dem Rapper Eminem und der Gruppe Yellowcard.

## Kategorien, Nominierungen und Gewinner

### Bester Film
Napoleon Dynamite
- Die Unglaublichen – The Incredibles (The Incredibles)
- Kill Bill – Volume 2 (Kill Bill: Vol. 2)
- Ray
- Spider-Man 2

### Bester Schauspieler
Leonardo DiCaprio – Aviator
- Matt Damon – Die Bourne Verschwörung (The Bourne Supremacy)
- Jamie Foxx – Ray
- Brad Pitt – Troja
- Will Smith – Hitch – Der Date Doktor (Hitch)

### Beste Schauspielerin
Lindsay Lohan – Girls Club – Vorsicht bissig! (Mean Girls)
- Rachel McAdams – Wie ein einziger Tag (The Notebook)
- Natalie Portman – Garden State
- Hilary Swank – Million Dollar Baby
- Uma Thurman – Kill Bill – Volume 2 (Kill Bill: Vol. 2)

### Bester komödiantischer Auftritt
Dustin Hoffman – Meine Frau, ihre Schwiegereltern und ich (Meet the Fockers)
- Antonio Banderas – Shrek 2 – Der tollkühne Held kehrt zurück (Shrek 2)
- Will Ferrell – Anchorman – Die Legende von Ron Burgundy (Anchorman: The Legend of Ron Burgundy)
- Will Smith – Hitch – Der Date Doktor (Hitch)
- Ben Stiller – Voll auf die Nüsse (Dodgeball: A True Underdog Story)

### Bestes On-Screen Team
Lacey Chabert, Lindsay Lohan, Rachel McAdams, Amanda Seyfried – Girls Club – Vorsicht bissig! (Mean Girls)
- Steve Carell, Will Ferrell, David Koechner, Paul Rudd – Anchorman – Die Legende von Ron Burgundy (Anchorman: The Legend of Ron Burgundy)
- John Cho, Kal Penn – Harold & Kumar (Harold & Kumar Go to White Castle)
- Spencer Fox, Holly Hunter, Craig T. Nelson, Sarah Vowell – Die Unglaublichen – The Incredibles (The Incredibles)
- Justin Long, Joel David Moore, Christine Taylor, Alan Tudyk, Stephen Root, Vince Vaughn, Chris Williams – Voll auf die Nüsse (Dodgeball: A True Underdog Story)

### Bester Schurke
Ben Stiller – Voll auf die Nüsse (Dodgeball: A True Underdog Story)
- Jim Carrey – Lemony Snicket – Rätselhafte Ereignisse (Lemony Snicket’s A Series Of Unfortunate Events)
- Tom Cruise – Collateral
- Rachel McAdams – Girls Club – Vorsicht bissig! (Mean Girls)
- Alfred Molina – Spider-Man 2

### Bester Newcomer
Jon Heder – Napoleon Dynamite
- Zach Braff – Garden State
- Freddie Highmore – Wenn Träume fliegen lernen (Finding Neverland)
- Tim McGraw – Friday Night Lights – Touchdown am Freitag (Friday Night Lights)
- Tyler Perry – Das verrückte Tagebuch (Diary of a Mad Black Woman)

### Beste Newcomerin
Rachel McAdams – Girls Club – Vorsicht bissig! (Mean Girls)
- Ashanti – Coach Carter
- Elisha Cuthbert –  The Girl Next Door
- Bryce Dallas Howard – The Village – Das Dorf (The Village)
- Emmy Rossum – The Day After Tomorrow

### Bester Kuss
Ryan Gosling & Rachel McAdams – Wie ein einziger Tag (The Notebook)
- Zach Braff & Natalie Portman – Garden State
- Elisha Cuthbert & Emile Hirsch – The Girl Next Door
- Jennifer Garner & Natassia Malthe – Elektra
- Jude Law & Gwyneth Paltrow – Sky Captain and the World of Tomorrow

### Bester Kampf
Daryl Hannah vs. Uma Thurman – Kill Bill – Volume 2 (Kill Bill: Vol. 2)
- Der Kampf des News-Teams – Anchorman – Die Legende von Ron Burgundy (Anchorman: The Legend of Ron Burgundy)
- Eric Bana vs. Brad Pitt – Troja
- Ziyi Zhang vs. The Emperor’s Guards – House of Flying Daggers (十面埋伏)

### Beste Tanz-Sequence
Jon Heder – Napoleon Dynamite
- Steve Carell, Will Ferrell, David Koechner, Paul Rudd – Anchorman – Die Legende von Ron Burgundy (Anchorman: The Legend of Ron Burgundy)
- John Cho & Kal Penn – Harold & Kumar (Harold & Kumar Go to White Castle)
- Jennifer Garner – 30 über Nacht (13 Going on 30)

### Bester Angsthase
Dakota Fanning – Hide and Seek
- Cary Elwes – Saw
- Sarah Michelle Gellar – Der Fluch – The Grudge (The Grudge)
- Mýa – Verflucht (Cursed)
- Jennifer Tilly – Chuckys Baby (Seed of Chucky)

### Beste Action-Sequence
(Der Preis wurde in der Pre-Show präsentiert)
The Day After Tomorrow
- Aviator
- Die Bourne Verschwörung (The Bourne Supremacy)
- Spider-Man 2
- Team America: World Police

### Bestes Videospiel basierend auf einem Film
(Der Preis wurde in der Pre-Show präsentiert)
The Chronicles of Riddick: Escape from Butcher Bay
- Harry Potter und der Gefangene von Askaban
- Spider-Man 2
- The Incredibles
- Van Helsing

### MTV Generationen Award
Tom Cruise